# Сломінський Юрій Леонідович
Ю́рій Леоні́дович Сломі́нський — український науковець-біоорганік, кандидат хімічних наук, лауреат премії імені А. І. Кіпріанова.

## З життєпису
Лауреат першої премії ім. А. І. Кіпріанова — 1987, за роботи з поліметинових барвників для фотографічних засобів реєстрації інформації (у співавторстві з Г. Г. Дядюшею та О. І. Толмачовим).
Серед патентів: «Фоточутливий матеріал для оптичного запису», 2015, співавтори Бородін Юрій Олександрович, Брикс Юлія Львівна, Горбов Іван Васильович, Гриценко Костянтин Петрович, Коломзаров Юрій Вікторович, Крючин Андрій Андрійович, Курдюков Володимир Вікторович, Петров В'ячеслав Васильович, Толмачов Олексій Іванович.
Станом на червень 2019 року — кандидат хімічних наук, старший науковий співробітник, Інститут органічної хімії НАН України.